# Tircine
Tircine es un municipio (baladiyah) de la provincia o valiato de Saida en Argelia. 

## Demografía
En abril de 2008 tenía una población censada de 7377 habitantes.

## Ubicación
Se encuentra ubicado al noroeste del país, sobre la cordillera del Atlas, cerca de la costa del mar Mediterráneo, de la frontera con Marruecos y al suroeste de la capital del país, Argel.